# Перевізник (фільм, 1921)
«Перевізник» або «Примарний віз» (швед. Körkarlen) — філософсько-містична кінопритча шведського режисера Віктора Шестрема, що вийшла в 1921 році.

## Сюжет
Початок новорічної ночі. Сестра Едіт з Армії порятунку помирає від туберкульозу. В останні години свого життя вона просить покликати Давида Гольма — алкоголіка, який прийшов здалеку і поселився в їхньому місті. Виконати прохання відправляється людина, на прізвище Густавссон.
Гольм з двома товаришами по чарці святкують на кладовищі. За п'ять хвилин до початку нового року Гольм розповідає друзям історію про свого покійного друга Георга, великого веселуна, який мрачнів на кожен Новий рік, тому що боявся померти в новорічну ніч під бій годин. Є легенда, що останній чоловік, який помер минулого року весь наступний рік буде возити примарну фуру, на якій душі померлих вирушають в інший світ. Згодом з Георгом сталося саме це — він помер останнім минулого року, так що зараз теоретично виконує функції візника.
На цих словах до трійці підходить Густавссон і просить Гольма пройти до сестри Едіт. Гольм відмовляється. Густавссон йде. Друзі починають умовляти Гольма. Зав'язується бійка, в якій Гольма випадково вбивають прямо під бій годин. Зрозумівши, що накоїли, приятелі тікають. Душа Гольма виходить з тіла. До нього під'їжджає примарний віз, на козлах там сидить Георг — той самий друг Давида. Він каже, що шкодує про те, що зробив з сімейством Гольмів. Вони згадують, що до зустрічі з Георгом і його друзями Гольм був хорошою людиною і зразковим сім'янином, разом з дружиною виховував двох дітей. Але одного разу потрапив у їх компанію, почав пити разом з ними і потягнув за собою свого брата, який у нетверезому стані вбив людину. В результаті обидва вони сіли у тюрму. Давида невдовзі випустили. Повернувшись додому, він виявляє, що дружина з дітьми втекла у невідомому напрямку. Він вирушає на їх пошуки по всій Швеції і через якийсь час попадає в місто, де відбувається основна дія. Саме тут сховалася його сім'я. Гольм забрідає на благодійну акцію Армії порятунку, де присутні його дружина і діти. Пані Гольм теж бачить чоловіка (він її не помічає). Вона просить сестру Едіт, організатора акції, не віддавати її Давиду. Гольм зупиняється в будинку нічного перебування, в якому працює Едіт. Вона вважає своїм обов'язком перевиховати Гольма, але той не піддається і продовжує пити до початку дії фільму.
Після спогадів Георг відвозить Давида до вмирущої Едіт, яка рада його бачити. Вона помирає з посмішкою, і Георг говорить Давидові, що «про її душу подбають інші» (ймовірно, янголи). Давид розкаюється і просить Георга не забирати його душу. Георг дозволяє йому повернутися в тіло.
Воскреснувши, Давид біжить додому до дружини. Її депресія і страх перед чоловіком, що спився призвели до бажання заподіяти собі смерть. Вона розводить у воді отруту і збирається розбудити дітей, щоб випити її разом з ними. У цей момент у хату вбігає Давид і повідомляє про своє каяття. Побачивши його сльози, дружина вірить йому.

## У ролях
- Віктор Шестрем — Давид Гольм
- Хільда Боргстрем — пані Гольм, дружина Давида
- Тор Свеннберг — Георг
- Астрід Гольм — Едіт
- Конкордіа Селандер — мати Едіт
- Ліза Лундгольм — Марія, подруга і колега Едіт
- Тор Вайден — Густавссон
- Айнар Аксельссон (в титрах вказаний як Айнар Аксельсон) — брат Давида Гольма
- Нільс Арен — тюремник
- Сімон Ліндстранд — товариш по чарці Давида
- Нільс Ельффорс — товариш по чарці Давида
- Улоф Ос — перший візник

## Вплив
- В «Перевізникові» використаний флешбек (раніше флешбек був використаний режисером у фільмі «Гірський Ейвінд і його дружина») — тимчасове припинення оповідання сюжетної лінії з метою демонстрації глядачеві подій минулого — прийом, який згодом став популярним.
- «Візник» став улюбленим фільмом знаменитого шведського режисера Інгмара Бергмана і сильно вплинув на його творчість (наприклад, «Година вовка» також практично повністю є флешбеком з аналогічною атмосферою).

## Факти
- Разом з Шестремом у написанні сценарію брала участь письменниця Сельма Лагерлеф, відома головним чином по казковій повісті «Чудова подорож Нільса з дикими гусьми».
- Свою останню роль Віктор Шестрем зіграв у фільмі Інгмара Бергмана «Сунична галявина» (1957 рік). Бергман помітив його саме завдяки «Перевізникові».